# Barzan Ibrahim al-Tikriti
Barzan Mohamed, más néven Barazan Ibrahim al-Tikriti, Barasan Ibrahem Alhassen vagy Barzan Hassan (arabul: برزان إبراهيم الحسن التكريتي; Barzan Mohamed) (1951. február 17. – 2007. január 15.) Szaddám Huszein egyik féltestvére, valamint a Mukhabarat, az iraki hírszerzés vezetője.
Habár egyszer kiesett Szaddám kegyeltjeinek köréből, úgy tudni, hogy fogsága alatt is szoros tanácsadói kapcsolatot ápolt a diktátorral. 2007-ben felakasztották emberiség ellen elkövetett bűntettekért.
Al-Tikriti benne volt az amerikaiak által Dirty Dozenként hívott csoportban: Szaddám tizenkét emberét értették ezalatt, akik  módszereikkel kínzást és halált hoztak a tömegeknek.